# 多脉紫金牛
多脉紫金牛（学名：Ardisia nervosa）为报春花科紫金牛属下的一个种。

## 扩展阅读
- 維基物種上的相關：多脉紫金牛